# Promachus scotti
Promachus scotti är en tvåvingeart som först beskrevs av H. Oldroyd 1940.  Promachus scotti ingår i släktet Promachus och familjen rovflugor.
Artens utbredningsområde är Etiopien. Inga underarter finns listade i Catalogue of Life.